# Herbaspirillum frisingense
Herbaspirillum frisingense es una bacteria gramnegativa del género Herbaspirillum. Fue descrita en el año 2001. Su etimología hace referencia a la ciudad de Frisinga, en Alemania. Es aerobia y móvil por unos dos flagelos bipolares. Tiene un tamaño de 0,5-0,7 μm de ancho por 1,4-1,8 μm de largo. Catalasa y oxidasa positivas. Temperatura óptima de crecimiento de 30-37 °C. Se ha aislado de la rizosfera de plantas. 